# Ouray County
Ouray County is een county in de Amerikaanse staat Colorado.
De county heeft een landoppervlakte van 1.400 km² en telt 3.742 inwoners (volkstelling 2000). De hoofdplaats is Ouray.

## Bevolkingsontwikkeling

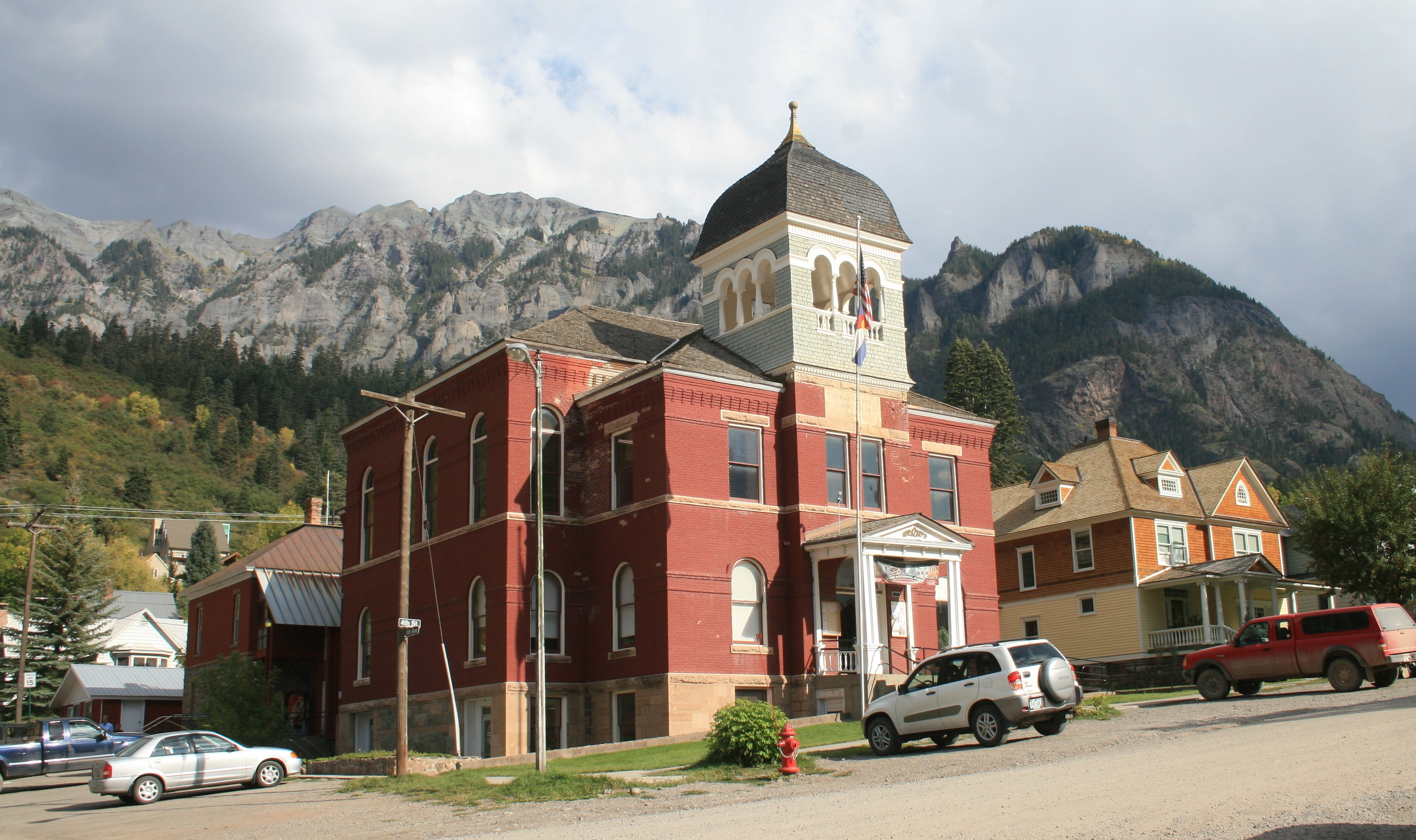
Courthouse